# Fimbristylis pentastachya
Fimbristylis pentastachya är en halvgräsart som beskrevs av Johann Otto Boeckeler. Fimbristylis pentastachya ingår i släktet Fimbristylis och familjen halvgräs. Inga underarter finns listade i Catalogue of Life.